# San Cisco
San Cisco é uma banda australiana de indie rock formada em 2009 sob o nome original de King George, em Fremantle, Austrália Ocidental. É composta por Josh Biondillo (guitarra, vocais), Nick Gardner (baixo) e Scarlett Stevens (bateria, vocal) — todos os membros, exceto Stevens, dividem os deveres nos teclados.
Em novembro de 2011, a banda assinou a gravadora Albert Productions, mas mudou-se para Fat Possum Records para o lançamento de seu álbum de estreia. No ARIA Music Awards de 2013 o grupo foi indicado para categoria de melhor lançamento independente e melhor lançamento para o álbum; e melhor vídeo de "Fred Astaire", que foi dirigido por Andrew Nowrojee.

## Integrantes
- Jordi Davieson — guitarra, vocal, teclados
- Josh Biondillo — guitarra, vocal, teclados, sintetizadores
- Nick Gardner — baixo, guitarra, teclados
- Scarlett Stevens — bateria, vocal

## Discografia

### Álbuns de estúdio
- San Cisco — 2012 — Fat Possum Records
- Gracetown — 2015 — Fat Possum Records

### EPs
- Golden Revolver — 2011
- Awkward — 2012
- Beach — 2012